# کژنوک

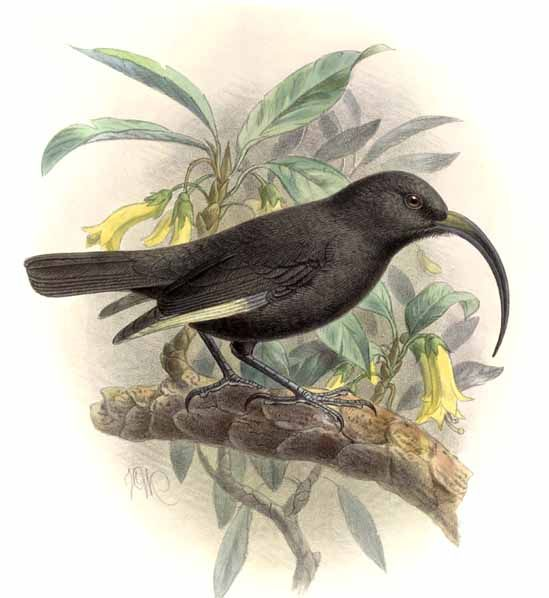
کژنوک سیاه (Drepanis funerea)

کژنوک، غژنوک یا نوک‌برگشته (Mamo, woowoo) نامی رایج برای دو گونه از پرندگان منقرض شده است. این سهره‌ها به همراه سهره‌های شهدخوار بومی هاوایی بودند اما اکنون منقرض شده‌اند.
دو گونه شناخته شده است.
- کژنوک هاوایی
- کژنوک سیاه